# Geranomyia
Geranomyia is een geslacht van tweevleugelige insecten uit de familie van de steltmuggen (Limoniidae). De wetenschappelijke naam werd voor het eerst geldig gepubliceerd door Alexander Henry Haliday in 1833.
De soorten uit dit geslacht worden gekenmerkt door een zeer lange zuigmond of rostrum. Daardoor lijken ze wat op muskieten, waarvan ze zich onderscheiden door hun lange steltpoten. In tegenstelling tot muskieten bijten ze niet; de zuigmond gebruiken ze om nectar uit bloemen te zuigen. De zuigmond is bijna dubbel zo lang als de voelsprieten, die veertienledig zijn.
A. H. Haliday beschreef in zijn publicatie uit 1833 de eerste soort, Geranomyia unicolor, die voorkomt in Engeland en Ierland.

## Soorten
Deze lijst van 324 stuks is mogelijk niet compleet.
- G. ablusa (Alexander, 1967)
- G. advena (Alexander, 1954)
- G. aequabilis (Alexander, 1923)
- G. aeruginosa (Alexander, 1972)
- G. alberticola (Alexander, 1956)
- G. albilabris (Edwards, 1931)
- G. alpestris (Alexander, 1930)
- G. amblytylos (Alexander, 1964)
- G. amoenalis (Alexander, 1945)
- G. anduzeana (Alexander, 1943)
- G. aneura (Alexander, 1971)
- G. anisacantha (Alexander, 1964)
- G. annandalei (Edwards, 1913)
- G. annulosa (Alexander, 1929)
- G. anthina (Alexander, 1945)
- G. antillarum (Alexander, 1930)
- G. apicifasciata (Alexander, 1930)
- G. arecuna (Alexander, 1931)
- G. argentacea (Alexander, 1980)
- G. argentifera (de Meijere, 1911)
- G. argentinensis (Alexander, 1920)
- G. assueta (Alexander, 1943)
- G. atlantica (Wollaston, 1858)
- G. atrostriata (Edwards, 1921)
- G. atychia (Alexander, 1964)
- G. austroandina (Alexander, 1929)
- G. austropicta (Alexander, 1929)
- G. avara (Alexander, 1944)
- G. avocetta (Alexander, 1913)
- G. bahiensis (Alexander, 1930)
- G. baliana (Alexander, 1934)
- G. bancrofti (Alexander, 1922)
- G. banksiana (Alexander, 1939)
- G. beatrix (Alexander, 1945)
- G. bezzii (Alexander and Leonard, 1912)
- G. biargentata (Alexander, 1930)
- G. bicincta (Alexander, 1921)
- G. bifidaria (Alexander, 1931)
- G. bifurcula (Alexander, 1933)
- G. bivittata (Becker, 1908)
- G. bogongicola (Alexander, 1930)
- G. boki (Alexander, 1975)
- G. brasiliensis (Westwood, 1836)
- G. brevibasis (Alexander, 1972)
- G. brevispinula (Alexander, 1930)
- G. brunnescens (de Meijere, 1916)
- G. bustilloi (Alexander, 1938)
- G. caloptera (Mik, 1867)
- G. callinota (Alexander, 1941)
- G. canadensis (Westwood, 1836)
- G. canariensis (Bergroth, 1889)
- G. caribica (Alexander, 1970)
- G. carunculata (Alexander, 1941)
- G. cerberus (Alexander, 1927)
- G. cernua (Alexander, 1942)
- G. certhia (Alexander, 1916)
- G. cinereinota (Alexander, 1913)
- G. circipunctata (Brunetti, 1912)
- G. cocoensis (Alexander, 1978)
- G. commogastra (Alexander, 1967)
- G. communis (Osten Sacken, 1860)
- G. conjurata (Alexander, 1937)
- G. conjuratoides (Alexander, 1945)
- G. conquisita (Alexander, 1941)
- G. contorta (Alexander, 1941)
- G. contrita (Alexander, 1937)
- G. cornigera (Alexander, 1913)
- G. costaricensis (Alexander, 1916)
- G. costomaculata (Dietz, 1921)
- G. costosetosa (Alexander, 1956)
- G. cubana (Alexander, 1930)
- G. damicoi (Alexander, 1942)
- G. deccanica (Alexander, 1968)
- G. deleta (Alexander, 1937)
- G. deliciosa (Alexander, 1934)
- G. destricta (Alexander, 1940)
- G. devota (Alexander, 1929)
- G. diabolica (Alexander, 1944)
- G. diargyria (Alexander, 1941)
- G. dicranostyla (Alexander, 1964)
- G. discors (Alexander, 1980)
- G. dischidia (Alexander, 1958)
- G. disparilis (Alexander, 1946)
- G. distincta (Doane, 1900)
- G. diversa (Osten Sacken, 1860)
- G. dominicana (Alexander, 1939)
- G. durga (Alexander, 1967)
- G. dybasi (Alexander, 1972)
- G. edwardsella (Alexander, 1967)
- G. edwardsiana (Alexander and Alexander, 1973)
- G. enderleini (Alexander, 1913)
- G. entmema (Alexander, 1978)
- G. erasmi (Alexander, 1933)
- G. eremnopoda (Alexander, 1975)
- G. errana (Alexander, 1930)
- G. eurygramma (Alexander, 1928)
- G. euryphallus (Alexander, 1960)
- G. feuerborni (Alexander, 1931)
- G. fimbriacosta (Alexander, 1961)
- G. fimbriarum (Alexander, 1949)
- G. flavicosta (Brunetti, 1912)
- G. flavitarsis (Edwards, 1928)
- G. flaviventris (Brunetti, 1918)
- G. fletcheri (Edwards, 1911)
- G. fluxa (Alexander, 1941)
- G. forsteriana (Alexander, 1962)
- G. fortibasis (Alexander, 1942)
- G. fremida (Alexander, 1937)
- G. fumimarginata (Alexander, 1936)
- G. furor (Alexander, 1944)
- G. fuscana (Macquart, 1838)
- G. ganesa (Alexander, 1960)
- G. gaudens (Alexander, 1922)
- G. genitaloides (Senior-White, 1924)
- G. gifuensis (Alexander, 1921)
- G. glauca (Alexander, 1916)
- G. gracilipalpis (Alexander, 1956)
- G. gracilispinosa (Alexander, 1937)
- G. grampianicola (Alexander, 1930)
- G. gravelyana (Alexander, 1942)
- G. griseipeltata (Alexander, 1956)
- G. grus (Alexander, 1933)
- G. guatemalensis (Alexander, 1916)
- G. guianensis (Alexander, 1930)
- G. hakoneana (Alexander, 1955)
- G. hardyi (Alexander, 1928)
- G. hedosyne (Alexander, 1961)
- G. heteroxipha (Alexander, 1942)
- G. hirsutinota (Alexander, 1943)
- G. hirudinis (Alexander, 1967)
- G. ibis (Alexander, 1916)
- G. idiopygialis (Alexander, 1980)
- G. immerita (Alexander, 1930)
- G. immobilis (Alexander, 1932)
- G. inaequispinosa (Alexander, 1940)
- G. inaequituberculata (Alexander, 1930)
- G. infamosa (Alexander, 1937)
- G. innoxia (Alexander, 1968)
- G. inornata (Lackschewitz, 1928)
- G. inquisita (Alexander, 1942)
- G. insignis (Loew, 1851)
- G. intermedia (Walker, 1848)
- G. irrorata (Séguy, 1938)
- G. javanica (Alexander, 1915)
- G. kiangsiana (Alexander, 1937)
- G. knabiana (Alexander, 1916)
- G. lacteitarsis (Alexander, 1922)
- G. lachrymalis (Alexander, 1916)
- G. lampronota (Edwards, 1932)
- G. latitudinis (Alexander, 1954)
- G. laudanda (Alexander, 1938)
- G. lemniscata (Alexander, 1930)
- G. lichyi (Alexander, 1943)
- G. linearis (Alexander, 1915)
- G. lineata (Enderlein, 1912)
- G. longicrinita (Alexander, 1973)
- G. longifimbriata (Alexander, 1931)
- G. luteimana (Alexander, 1938)
- G. luteinota (Alexander, 1956)
- G. lutulenta (Skuse, 1890)
- G. lycaon (Alexander, 1953)
- G. macrauchenia (Alexander, 1957)
- G. macrops (Alexander, 1919)
- G. macta (Alexander, 1945)
- G. malabarensis (Alexander, 1952)
- G. manca (Alexander, 1924)
- G. marthae (Alexander, 1930)
- G. mashonica (Alexander, 1920)
- G. melanocephala (Edwards, 1926)
- G. melanomera (Alexander, 1980)
- G. melanoxyna (Alexander, 1975)
- G. memnonia (Alexander, 1961)
- G. meracula (Alexander, 1936)
- G. mexicana (Bellardi, 1861)
- G. microphaea (Alexander, 1939)

- G. militaris (Alexander, 1953)
- G. monorhaphidia (Alexander, 1971)
- G. montana (de Meijere, 1911)
- G. multicolor (Alexander, 1966)
- G. multipuncta (Alexander, 1922)
- G. myersiana (Alexander, 1930)
- G. neanthina (Alexander, 1955)
- G. neavocetta (Alexander, 1938)
- G. neogaudens (Alexander, 1942)
- G. neonumenius (Alexander, 1930)
- G. neoparilis (Alexander, 1962)
- G. neopentheres (Alexander, 1930)
- G. neopicta (Alexander, 1978)
- G. neptis (Alexander, 1970)
- G. nigripleura (Alexander, 1919)
- G. nigronitida (Alexander, 1921)
- G. nigronotata (Brunetti, 1918)
- G. nigropaxilla (Alexander, 1974)
- G. nigropeltata (Alexander, 1956)
- G. nitida (de Meijere, 1911)
- G. notatipennis (Brunetti, 1913)
- G. nugatoria (Alexander, 1943)
- G. numenius (Alexander, 1913)
- G. obesistyla (Alexander, 1940)
- G. obscura (Strobl, 1900)
- G. obsolescens (Alexander, 1956)
- G. offirmata (Alexander, 1936)
- G. oneris (Alexander, 1957)
- G. opinator (Alexander, 1950)
- G. opulens (Alexander, 1946)
- G. ornatrix (Alexander, 1926)
- G. orthorhabda (Alexander, 1940)
- G. palauensis (Alexander, 1972)
- G. pallidapex (Alexander, 1946)
- G. paramanca (Alexander, 1931)
- G. parapentheres (Alexander, 1948)
- G. parilis (Alexander, 1946)
- G. pastazina (Alexander, 1944)
- G. pentheres (Alexander, 1928)
- G. penthoptera (Alexander, 1924)
- G. perfecta (Alexander, 1928)
- G. pergracilis (Alexander, 1980)
- G. phoenaspis (Alexander, 1930)
- G. phoenosoma (Alexander, 1931)
- G. pictorum (Alexander, 1929)
- G. picturella (Alexander, 1978)
- G. platensis (Alexander, 1923)
- G. pleuropalloris (Alexander, 1931)
- G. plumbeicolor (Alexander, 1938)
- G. plumbeipleura (Alexander, 1916)
- G. podomelania (Alexander, 1981)
- G. poliophara (Alexander, 1927)
- G. procax (Alexander, 1960)
- G. productella (Alexander, 1975)
- G. propera (Alexander, 1949)
- G. provocator (Alexander, 1941)
- G. quinquelineata (Alexander, 1980)
- G. rabula (Alexander, 1940)
- G. radialis (Alexander, 1930)
- G. recisa (Alexander, 1927)
- G. recondita (Alexander, 1921)
- G. refuga (Alexander, 1944)
- G. relata (Alexander, 1944)
- G. risibilis (Alexander, 1928)
- G. rostrata (Say, 1823)
- G. rubiginosa (Alexander, 1931)
- G. rubrithorax (Alexander, 1921)
- G. rudebecki (Alexander, 1964)
- G. rufescens (Loew, 1851)
- G. sagittifer (Alexander, 1921)
- G. sakaguchii (Alexander, 1924)
- G. sakalava (Alexander, 1961)
- G. samoana (Edwards, 1928)
- G. satipoana (Alexander, 1945)
- G. scolopax (Alexander, 1913)
- G. semifasciata (Brunetti, 1911)
- G. semistriata (Brunetti, 1911)
- G. separata (Alexander, 1921)
- G. septemnotata (Edwards, 1916)
- G. serotina (Alexander, 1923)
- G. sexocellata (Alexander, 1921)
- G. skuseana (Alexander, 1929)
- G. snyderi (Alexander, 1972)
- G. sorbillans (Wiedemann, 1828)
- G. spangleri (Alexander, 1970)
- G. sparsiguttata (Alexander, 1937)
- G. spectata (Alexander, 1937)
- G. stenoleuca (Alexander, 1957)
- G. stenophallus (Alexander, 1944)
- G. stoica (Alexander, 1941)
- G. stylobtusa (Alexander, 1967)
- G. subgaudens (Alexander, 1941)
- G. subimmaculata (Alexander, 1921)
- G. subinsignis (Alexander, 1916)
- G. subparilis (Alexander, 1962)
- G. subpentheres (Alexander, 1943)
- G. subradialis (Alexander, 1937)
- G. subrecisa (Alexander, 1933)
- G. subserotina (Alexander, 1921)
- G. subvirescens (Alexander, 1930)
- G. suensoniana (Alexander, 1929)
- G. sumptuosa (Alexander, 1942)
- G. syamantaka (Alexander, 1963)
- G. sylvania (Alexander, 1939)
- G. synaporosa (Speiser, 1913)
- G. taleola (Alexander, 1974)
- G. tanytrichiata (Alexander, 1961)
- G. tatei (Alexander, 1931)
- G. tenebricosa (Alexander, 1928)
- G. tenuispinosa (Alexander, 1929)
- G. terpsis (Alexander, 1980)
- G. tibialis (Loew, 1851)
- G. timens (Alexander, 1950)
- G. tonnoiri (Alexander, 1928)
- G. torta (Alexander, 1938)
- G. townsendi (Alexander, 1916)
- G. toxeres (Alexander, 1974)
- G. transitoria (Alexander, 1941)
- G. trichomera (Alexander, 1939)
- G. tridens (Brunetti, 1912)
- G. tristella (Alexander, 1929)
- G. tugela (Alexander, 1964)
- G. tulumayoensis (Alexander, 1944)
- G. tumidibasis (Alexander, 1938)
- G. turbida (Alexander, 1928)
- G. uberis (Alexander, 1939)
- G. umbricolor (Alexander, 1937)
- G. unicolor (Haliday, 1833)
- G. unifilosa (Alexander, 1934)
- G. unispinifera (Alexander, 1938)
- G. valida (Loew, 1851)
- G. valverdensis (Alexander, 1946)
- G. vanduzeei (Alexander, 1916)
- G. vanikorensis (Alexander, 1934)
- G. variegata (Walker, 1837)
- G. versuta (Alexander, 1930)
- G. victoriae (Alexander, 1928)
- G. villaricensis (Alexander, 1930)
- G. vinaceobrunnea (Brunetti, 1911)
- G. vindicta (Alexander, 1943)
- G. virescens (Loew, 1851)
- G. viridella (Alexander, 1930)
- G. viriditincta (Alexander, 1980)
- G. vitiella (Alexander, 1956)
- G. walkeri (Alexander, 1930)
- G. wigginsi (Alexander, 1978)
- G. xanthoplaca (Alexander, 1921)
- G. yunquensis (Alexander, 1957)
- G. zionana (Alexander, 1948)